# Falkensteinerbach
Il Falkensteinerbach è un fiume francese che scorre nel dipartimento della Mosella e del Basso Reno nella regione del Grande Est e che sfocia nella Zinsel Settentrionale.

## Idronimo
Deve il proprio nome al monte Falkenstein (roccia dei falchi), a cui viene aggiunto il suffisso -bach, che significa ruscello in tedesco.

## Geografia
La sorgente è nel comune di Bitche. Entra presto in quello di Éguelshardt e si dirige verso sud-est, attraverso i Vosgi Settentrionali. Esce dalle montagne in corrispondenza di Niederbronn-les-Bains, dove riceve il Durschbach e il Daetenbach, quindi a Reichshoffen vi confluisce il maggior affluente, lo Schwarzbach. Poco dopo da destra riceve da destra il Lauterbaechel, infine si getta nella Zinsel, pur avendo una maggiore portata rispetto a questa.